# Henry Keller

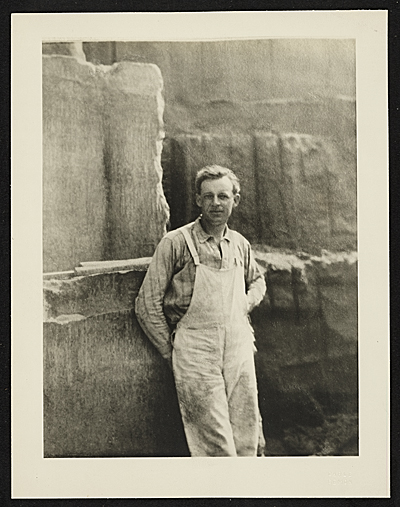
Henry Keller, Foto um 1920

Henry George Keller, auch Heinrich Keller (* 3. April 1869 auf dem Atlantik; † 3. August 1949 in San Diego, Kalifornien), war ein US-amerikanischer Maler und Kunstlehrer der Cleveland School of Art.

## Leben
Keller, Sohn des aus Klingenmünster (Pfalz) gebürtigen Jacob Keller und dessen Ehefrau Barbara, geborene Karcher, wurde bei deren Auswanderung aus Deutschland auf See geboren. Er wuchs in Cleveland, Ohio, auf, wo er 1887 ein Studium an der Western Reserve School of Design for Women (heute Cleveland Institute of Art) begann. 1888 schrieb er sich als „Heinrich Keller“ an der Kunstakademie Düsseldorf ein. Bis 1890 waren Hugo Crola und Heinrich Lauenstein dort seine Lehrer. Im Oktober 1890 schrieb er sich an der Königlichen Akademie der Bildenden Künste München ein. Außerdem studierte er eine Zeit bei dem Tiermaler Hermann Baisch an der Großherzoglich Badischen Kunstschule in Karlsruhe, bevor er in Cleveland sein Studium abschloss. Um sein Studium zu finanzieren, arbeitete er als Lithograf. In New York City war er Mitglied der Art Students’ League. Am 2. Januar 1893 heiratete er Imogene Leslie. Das Paar bekam zwei Söhne, Henry Leslie Keller und Albert Fay Keller. In den Jahren 1899 bis 1902 weilte Keller erneut in München, wo er bei dem Tiermaler Heinrich von Zügel studierte. Auch ließ er sich in dieser Zeit von Julius Bergmann in Düsseldorf unterrichten. Ab 1902 arbeitete er als Lehrer des Art Institute of Pittsburgh, wo er 1908 ausschied, und an der Cleveland School of Art, wo er bis 1945 dem Lehrkollegium angehörte. Um 1908 gründete er eine Sommermalschule in Berlin Heights, Ohio. Nach dem Tod seiner Frau zog er 1948 nach San Diego, wo er bald darauf starb.
Keller trat besonders als Aquarellist von nordamerikanischen Landschaften und Genreszenen in Erscheinung. Auch als Tier-, Akt-, Blumen- und Stilllebenmaler betätigte er sich. 1913 wurde Keller Mitglied der Union Internationale des Beaux-Arts et des Lettres in Paris, 1930 Mitglied der Cleveland Society of Artists. 1939 wurde er zum Associate der National Academy of Design gewählt.